# Ivan Alexandrovitch Bogdanov
Ivan Alexandrovitch Bogdanov (1897-1942) était un lieutenant général soviétique.

## Biographie
Il entre dans l'armée en 1916 et participe à la Première Guerre mondiale.
Il entre dans l'Armée rouge en 1918 et, participe à la guerre civile. En 1930, il étudie à l'Académie militaire Frounze et est diplômé en 1933. De 1935 à 1939, il travaille pour la NKVD. En 1939, il est nommé chef du Département des frontières des troupes du NKVD de région de Biélorussie. le 24 mars 1940, il est élu au Soviet suprême.
En septembre 1941, il commande la 43e armée (Union soviétique). De novembre à décembre 1941, il commande la 39e armée (Union soviétique).
Le 16 juillet 1942, dans la région de Kalinine il est blessé. Le 22 juillet il meurt à l'hôpital. Enterré à Kalinine, maintenant Tver, dans une fosse commune sur la place Lénine.